# I Am a Hero
I Am a Hero (アイアムアヒーロー Aiamuahīrō) és un manga escrit i dissenyat per l'autor japonès Kengo Hanazawa, publicat a la revista Big Comic Spirits, propietat de l'editora Shōgakukan des de l'agost de 2009, i que ha estat compilat en dotze volums o tankōbon, fins al 30 de novembre de 2013. Va ser nominat per a la tercera, quarta i cinquena edició dels premis Manga Taishō.
A Espanya ha estat publicat per Norma Editorial, amb el primer volum a la venda el maig de 2013.

## Argument
En Hideo Suzuki és un mediocre mangaka de trenta-cinc anys que treballa actualment com a assistent, i que tracta desesperadament d'esdevenir l'heroi de la seva pròpia vida publicant un manga d'èxit, alhora que intenta fer rutllar la relació amb la seva xicota i evitar que les al·lucinacions que pateix cada nit no el facin foll. No obstant això, no s'adona dels inicis d'una epidèmia que converteix les persones en monstres assedegats de sang. Mentre la infecció s'estén pel Japó i potser, fins i tot, per tot el món, en Hideo intenta sobreviure l'epidèmia i ajudar en l'anihilació dels infectats.

## Crítica
Els divulgadors Estrada i Bernabé van incloure I Am a Hero a la seva selecció del llibre 501 mangas que leer en español (Norma Editorial, 2019). Els autors defineixen I Am a Hero com un «trepidant manga d'acció i morts vivents que, no obstant això, resulta molt japonès i algunes de les accions del protagonista són totalment incomprensibles per a una persona occidental». Com a anècdota, Estrada i Bernabé comenten que al volum 19 de la sèrie s'hi troben un parell de capítols ambientats a Barcelona, ciutat que l'autor va visitar el 2014 durant la seva estada com a convidat del XX Saló del Manga.